# The Twilight Saga: New Moon (soundtrack)
The Twilight Saga: New Moon - Original Motion Picture Soundtrack is de originele soundtrack van de film The Twilight Saga: New Moon uit 2009. Het album werd op 16 oktober 2009 uitgebracht.
Het album bevat voornamelijk poprock, alternatieve rock en Indie die in de film is gebruikt en werd geproduceerd door Alexandra Patsavas en Paul Katz. Ook bevat het album één nummer met de originele filmmuziek van Alexandre Desplat. Het album werd door Chop Shop records uitgebracht in samenwerking met Atlantic Records en ontving twee sterren op de AllMusic Rating. Het album bereikte onder meer de eerste plaats in de Amerikaanse Billboard 200 en haalde ermee in de Verenigde Staten de status Platina met ruim 1,3 miljoen verkochte exemplaren.

## Nummers
| Nr. | Titel                            | Artiest(en)                        | Duur |
| --- | -------------------------------- | ---------------------------------- | ---- |
| 1   | Meet Me on the Equinox           | Death Cab for Cutie                | 3:44 |
| 2   | Friends                          | Band of Skulls                     | 3:09 |
| 3   | Hearing Damage                   | Thom Yorke                         | 5:04 |
| 4   | Possibility                      | Lykke Li                           | 5:06 |
| 5   | A White Demon Love Song          | The Killers                        | 3:34 |
| 6   | Satellite Heart                  | Anya Marina                        | 3:33 |
| 7   | I Belong to You (New Moon Remix) | Muse                               | 3:12 |
| 8   | Rosyln                           | Bon Iver & St. Vincent             | 4:49 |
| 9   | Done All Wrong                   | Black Rebel Motorcycle Club        | 2:49 |
| 10  | Monsters                         | Hurricane Bells                    | 3:16 |
| 11  | The Violet Hour                  | Sea Wolf                           | 3:12 |
| 12  | Shooting the Moon                | OK Go                              | 3:18 |
| 13  | Slow Life                        | Grizzly Bear with Victoria Legrand | 4:21 |
| 14  | No Sound But the Wind            | Editors                            | 3:48 |
| 15  | New Moon (The Meadow)            | Alexandre Desplat                  | 4:09 |

Bonus alleen als muziekdownload.
| 16 | Solar Midnite                                             | Lupe Fiasco       | 3:32 |
| 17 | All I Believe In                                          | The Magic Numbers | 4:04 |
| 18 | Die Fledermaus - Duettino: Ach, ich darf nicht hin zu dir | APM Orchestra     | 1:09 |

## Hitnoteringen
Overzicht van het album in diverse hitlijsten.
| Land                | Hoogste positie |
| ------------------- | --------------- |
| Australië           | 2               |
| België (Vl.)        | 35              |
| België (Wa.)        | 18              |
| Denemarken          | 36              |
| Duitsland           | 3               |
| Finland             | 25              |
| Frankrijk           | 16              |
| Griekenland         | 8               |
| Ierland             | 1               |
| Italië              | 2               |
| Mexico              | 4               |
| Nederland           | 66              |
| Nieuw-Zeeland       | 2               |
| Oostenrijk          | 4               |
| Polen               | 37              |
| Spanje              | 12              |
| Verenigd Koninkrijk | 1               |
| Verenigde Staten    | 1               |
| Zwitserland         | 9               |

## The Twilight Saga: New Moon - The Score
The Twilight Saga: New Moon - The Score is de originele soundtrack die bestaat uit de volledige filmmuziek van de film The Twilight Saga: New Moon uit 2009. Het album werd gecomponeerd door Alexandre Desplat en uitgebracht op 24 november 2009 door E1 Music. Hiermee is dit album de tweede soundtrackalbum met de muziek van de gelijknamige film.
De filmmuziek werd ook georkestreerd en gedirigeerd door Desplat en is uitgevoerd door het London Symphony Orchestra.

### Nummers
| Nr. | Titel              | Duur |
| --- | ------------------ | ---- |
| 1   | New Moon           | 3:19 |
| 2   | Bella Dreams       | 2:04 |
| 3   | Romeo & Juliet     | 2:46 |
| 4   | Volturi Waltz      | 1:17 |
| 5   | Blood Sample       | 1:15 |
| 6   | Edward Leaves      | 5:03 |
| 7   | Werewolves         | 4:25 |
| 8   | I Need You         | 1:38 |
| 9   | Break Up           | 2:04 |
| 10  | Memories of Edward | 1:39 |
| 11  | Wolves vs. Vampire | 4:32 |
| 12  | Victoria           | 2:05 |
| 13  | Almost a Kiss      | 2:12 |
| 14  | Adrenaline         | 2:24 |
| 15  | Dreamcatcher       | 3:31 |
| 16  | To Volterra        | 9:17 |
| 18  | The Volturi        | 8:37 |
| 19  | The Cullens        | 4:32 |
| 20  | Marry Me, Bella    | 4:04 |
| 21  | Full Moon          | 3:15 |

### Hitnoteringen
| Land             | Hoogste positie |
| ---------------- | --------------- |
| Duitsland        | 83              |
| Frankrijk        | 190             |
| Verenigde Staten | 80              |